# Farid Shafiyev
Farid Rauf oglu Shafiyev (en azerí: Fərid Rauf oğlu Şəfiyev; Bakú, 1969) es Jefe del Centro de Análisis de Relaciones Internacionales, Embajador Extraordinario y Plenipontenciario.

## Biografía
Farid Shafiyev nació en Bakú en 1969. En 1987-1989 sirvió en las fuerzas armadas. 
En 1989-1994 estudió en la Facultad de Historia de la Universidad Estatal de Bakú. En 2003 obtuvo un máster en Administración Pública de la Escuela de Gobierno John F. Kennedy de la Universidad de Harvard. En 2009-2015 estudió en la Universidad de Carleton en Ottawa y obtuvo su Doctorado en Historia.

## Carrera política
La carrera profesional de Farid Shafiyev comenzó en el Instituto de Etnografía y Arqueología de la Academia Nacional de Ciencias de Azerbaiyán en 1994. En 1996 empezó a trabajar en el Ministerio del Exterior de Azerbaiyán. Trabajó en los Departamentos de los Asuntos Político-Militares y los Asuntos de las Naciones Unidas. En 1998-2001 trabajó en la Delegación Permanente de la República de Azerbaiyán ante la Organización de las Naciones Unidas. 
El 22 de mayo de 2009, Farid Shafiyev le fue otorgado el título de Embajador Extraordinario y Plenipontenciario.  En 2009 fue designado Embajador de la República de Azerbaiyán en Canadá. De 2014 a 2019 fue Embajador de la República de Azerbaiyán en la República Checa.
El 19 de febrero de 2019 fue nombrado Jefe del Centro de Análisis de Relaciones Internacionales.